# Chapelle Saint-Jean-du-Grès
La chapelle Saint-Jean-du-Grès, à Fontvieille, est une chapelle du IXe siècle, en style roman provençal, située dans le département des Bouches-du-Rhône.

## Situation et accès
La chapelle Saint-Jean-du-Grès est située à Fontvieille, près du domaine oléicole le Mas Saint-Jean, au nord du village.

## Histoire
La chapelle Saint Jean-du Grès, qui servit d'église paroissiale jusqu'en 1768, était rattachée à l'abbaye de Montmajour, dès 1096. Par la suite, elle a fait l'objet d'une procession annuelle, le 24 juin. De nos jours, la chapelle est utilisée comme lieu culturel, pour des expositions. 

## Architecture
Cet édifice de style originel roman est de plan rectangulaire. Son originalité est due, au vu de son époque de construction, à la présence de quatre arcs-boutants.